# Teumeucet
Teumeucet is een bestuurslaag in het regentschap Pidie van de provincie Atjeh, Indonesië. Teumeucet telt 300 inwoners (volkstelling 2010).